# Straßen und Plätze in Ludwigshafen am Rhein/S

## Saarbrücker Straße
67063 Ludwigshafen-Friesenheim
Saarbrücken ist die Landeshauptstadt des Saarlands.
Die Saarbrücker Straße verläuft als Verlängerung der Völklinger Straße am nördlichen Rand des Stadtteils Friesenheim zwischen Luitpoldstraße und Sternstraße.

## Saarburger Straße
67063 Ludwigshafen-Friesenheim
Saarburg ist eine Stadt im Landkreis Trier-Saarburg.
Die Saarburger Straße verläuft parallel zu den Straßenzügen Industriestraße und Mannheimer Straße von Friesenheim nach Oggersheim. In dieser Straße befindet sich das überregional bekannte Kletterzentrum Extrem Mannheim-Ludwigshafen.

## Saarlandstraße
67061 Ludwigshafen-Mundenheim

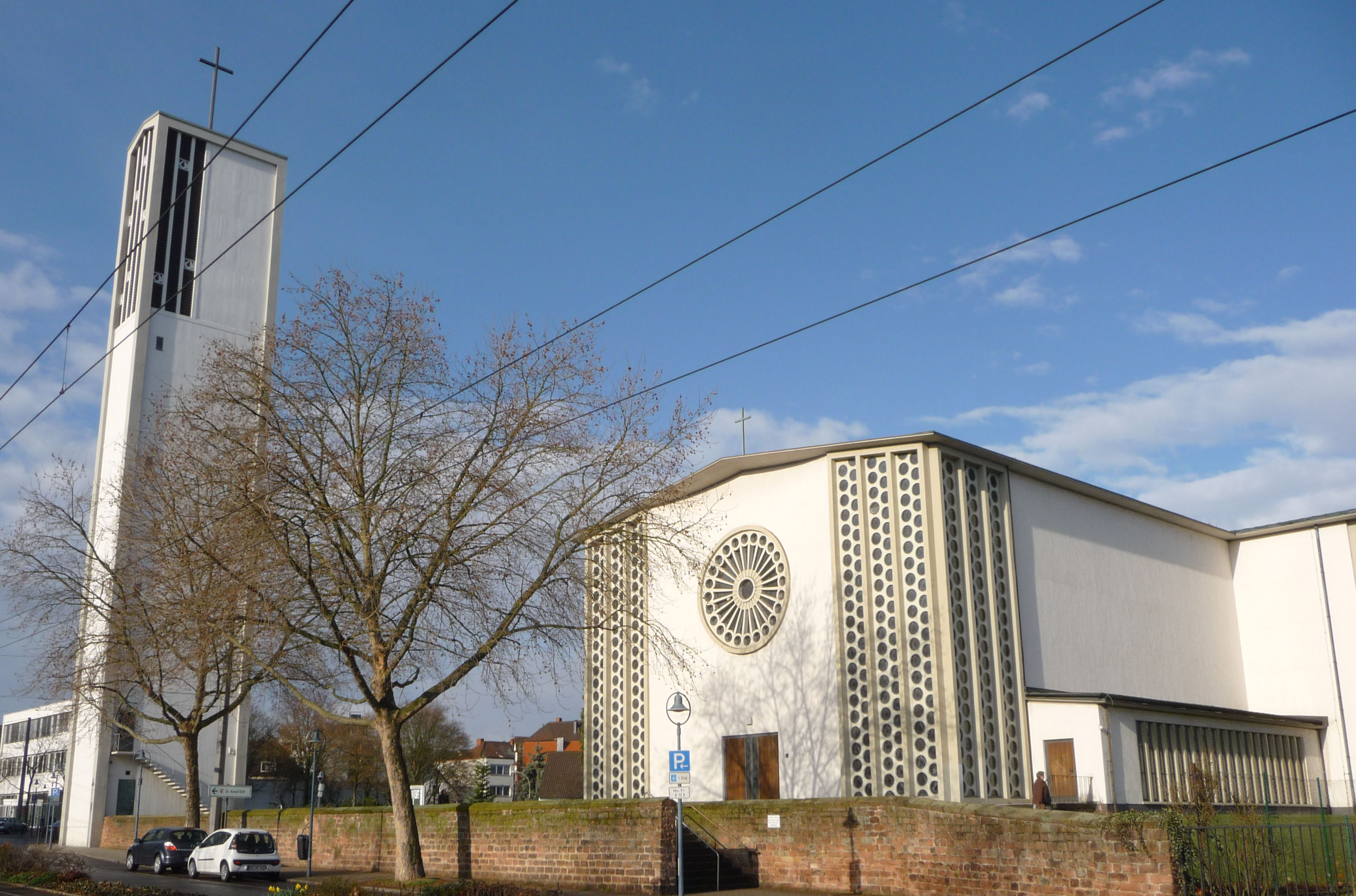
St. Sebastian in der Saarlandstraße

Das Saarland ist ein Bundesland der Bundesrepublik Deutschland. Als politische Einheit entstand das Saarland als „Saargebiet“ im Jahre 1920 infolge des Versailler Vertrages. Es unterstand als Mandatsgebiet 15 Jahre lang dem Völkerbund.
Die Saarlandstraße führt von Mundenheim in die Südliche Innenstadt und ist auf ihrer ganzen Strecke vierspurig ausgebaut. Zwischen den beiden Fahrtrichtungen verläuft die Straßenbahntrasse der Linie 6. Sie geht im Nordosten nach der Eisenbahnunterführung in die Heinigstraße über. In Mundenheim wird sie von der Rheingönheimer Straße fortgeführt.
Der Straßenzug wurde im Jahr 1903 neben der Mundenheimer Straße als zweite Verbindungsachse zwischen Mundenheim und Ludwigshafen angelegt.
Die Straße hieß ursprünglich Kaiser-Allee, wurde aber während des Dritten Reiches in Erinnerung an den Anschluss des Saarlands an das Deutsche Reich im Jahr 1935 umbenannt.
In den 1950er Jahren verschmolz der Nordrand Mundenheims mit der südlichen Peripherie des Stadtkerns, sodass die Grenzen der beiden Stadtteile nicht mehr zu erkennen sind.

## Saarlauterer Straße
67071 Ludwigshafen
Saarlautern war ein anderer Name für Saarlouis, das 1936 mit dem heutigen Stadtteil Fraulautern zusammengeschlossen und in Saarlautern umbenannt wurde; dies wurde 1945 von der französischen Besatzungsmacht rückgängig gemacht. Es ist umstritten, ob es sich bei der zur Zeit der NS-Herrschaft durchgeführten Umbenennung auch um eine Germanisierung handelte.
Die Saarlauterer Straße ist eine Seitenstraße der Mannheimer Straße zwischen den Stadtteilen Friesenheim und Oggersheim gegenüber der Einmündung der Wollstraße. Von der Saarlauterer Straße zweigt noch eine weitere saarländische Straße ab, die Sankt Ingberter Straße.

## Sachsenstraße
67067 Ludwigshafen-Gartenstadt
Die Sachsen (Volk) waren ein westgermanischer Volksstamm (Altsachsen).
Die Sachsenstraße ist eine Querstraße zur Brandenburgerstraße und Schlesierstraße in der Ernst-Reuter-Siedlung.

## Sackgasse
67069 Ludwigshafen-Oppau
Sackgasse heißt eine Straße, weil sie wie ein Sack nur eine Öffnung hat; Eingang und Ausgang sind also identisch.
Die Oppauer Sackgasse ist eine kurze Stichstraße, die von der zentralen Kirchenstraße in Oppau nach Süden abzweigt.

## Salmenstraße
67069 Ludwigshafen-Edigheim
Salm ist eine andere Bezeichnung für Lachs, Salmo.
Die Salmenstraße ist eine von mehreren Straßen im Norden von Edigheim, die nach Begriffen aus der Anglersprache benannt sind: Reusenstraße, Anglerstraße usw.

## Salzburger Straße
67067 Ludwigshafen-Gartenstadt

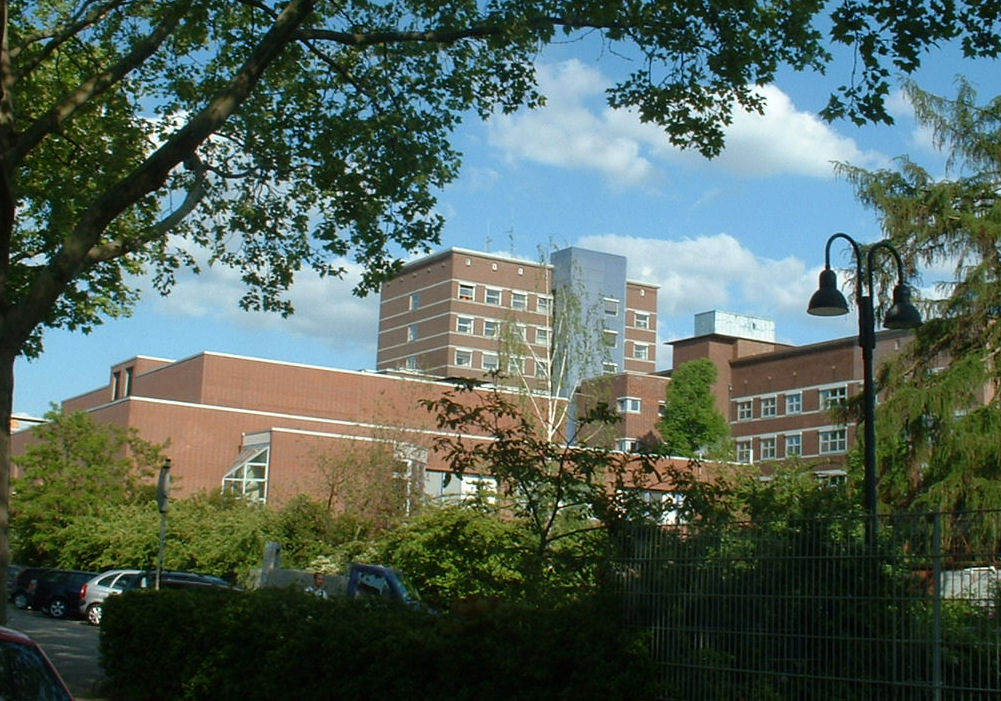
Marienkrankenhaus

Salzburg ist die Landeshauptstadt des gleichnamigen Bundeslandes in Österreich.
Die Salzburger Straße verläuft parallel zur Maudacher Straße und ist eine von mehreren Straßen in der Ernst-Reuter-Siedlung der Gartenstadt, die nach Orten in Österreich benannt sind.
An der Salzburger Straße steht das Marienkrankenhaus, in dem sich der Babykorb von Ludwigshafen befindet. Das Marienkrankenhaus wurde im Jahr 1930 eröffnet und damals von Festrednern und Presse als architektonisches Meisterwerk und modernste Heilstätte Deutschlands gelobt.

## Samariterstraße
67069 Ludwigshafen-Edigheim
Die Samaritaner bilden eine eigene Religionsgemeinschaft, die wie das Judentum aus dem Volk Israel hervorgegangen ist. Der Ausdruck des Barmherzigen Samariters geht auf ein Gleichnis Jesu im Neuen Testament bei Lukas (10,30–37 ) zurück. In dieser Erzählung erhält ein Schwerverletzter, den ein jüdischer Priester und ein Levit achtlos liegen lassen, Hilfe von einem Samaritaner, der von den Juden gemieden wurde.
Die Samariterstraße ist eine kurze Straße in Edigheim, die vom Ostring abzweigt und zur Oppauer Straße führt.

## Samuel-Hahnemann-Weg
67071 Ludwigshafen-Oggersheim
Der Arzt und medizinische Schriftsteller Samuel Hahnemann ist der Begründer der Homöopathie.
Der Samuel-Hahnemann-Weg ist ein Seitenweg der Paracelcusstraße vor der Berufsgenossenschaftlichen Unfallklinik Ludwigshafen, zu deren bekanntesten Patienten die Rennfahrer Niki Lauda und Heinz-Harald Frentzen gehörten.

## Sandgasse
67067 Ludwigshafen-Rheingönheim
Die Sandgasse ist eine kurze Straße im Zentrum des Stadtteils Rheingönheim, die parallel zur Hauptstraße verläuft.
Der Name erinnert an früheren Sandabbau.

## Sauerbruchstraße
67063 Ludwigshafen-Friesenheim
Ferdinand Sauerbruch gilt als einer der bedeutendsten und einflussreichsten Chirurgen der ersten Hälfte des 20. Jahrhunderts.
Die Sauerbruchstraße führt von Süden auf das Klinikum der Stadt Ludwigshafen zu.

## Saumgartenweg
67071 Ludwigshafen-Oggersheim
Der Saumgartenweg ist ein Weg am südlichen Ortsrand von Oggersheim, der weitgehend parallel zur Marbacher Straße durch Gartenanlagen am Anwesen Helmut Kohls vorbeiführt.

## Schanzstraße
67063 Ludwigshafen
Die Schanzstraße beginnt am Rand des Stadtteils Nord an der Welserstraße und endet an der Goethestraße. Ihr Name erinnert an die ehemaligen Schanzen aus der Zeit der Napoleonischen Kriege, die sich hier befanden.

## Scharnhorststraße
67061 Ludwigshafen-Süd
Gerhard von Scharnhorst war preußischer Generalfeldmarschall und Heeresreformer.
Die Scharnhorststraße führt von der Lagerhausstraße zur Beethovenstraße, an der sich die Polizeidirektion Ludwigshafen befindet.

## Schauernheimer Weg
67071 Ludwigshafen-Ruchheim
Schauernheim ist ein Ortsteil der Gemeinde Dannstadt-Schauernheim im Rhein-Pfalz-Kreis.
Der Schauernheimer Weg ist eine Stichstraße, die von der zentralen Mutterstadter Straße in Ruchheim nach Westen abzweigt.

## Scheffelstraße
67063 Ludwigshafen-Friesenheim
Joseph Victor von Scheffel war ein im 19. Jahrhundert viel gelesener deutscher Schriftsteller und Dichter, Autor von Erzählungen und Versepen sowie mehrerer bekannter Liedertexte.
Die Scheffelstraße verbindet die nördliche Leuschnerstraße mit der Carl-Bosch-Straße.

## Schellingstraße
67063 Ludwigshafen-Friesenheim
Friedrich Wilhelm Joseph Schelling war einer der Hauptvertreter der Philosophie des deutschen Idealismus.
Die Schellingstraße verbindet Schopenhauerstraße, Geibelstraße und Bremserstraße in unmittelbarer Nähe der BASF.

## Schelmenzeile
67067 Ludwigshafen-Maudach
Schelm ist eine alte Bezeichnung für Aas und Zeile ein anderes Wort für Gasse. Die Schelmenzeile war also der Ort, an der der Abdecker seine Arbeit verrichtete.

## Schießhausstraße
67061 Ludwigshafen-Süd
An der Schießhausstraße befand sich das ehemalige Schützenhaus Ludwigshafens.
Die Schießhausstraße verläuft auf einer imaginären Verlängerung der Schützenstraße von der Mundenheimer Straße zur Lagerhausstraße.

## Schilfstraße
67067 Ludwigshafen-Maudach
Das Schilfrohr (Phragmites australis; Syn.: Phragmites communis Trin.) ist eine Art der Süßgräser (Poaceae) und wird auch allgemein als Schilf bezeichnet.
Die Schilfstraße wurde 1967 angelegt. Die Bebauung besteht aus der Alfred-Delp-Schule und dem katholischen Gemeindezentrum. Im Herbst findet auf der Straße die Maudacher Kerwe statt.

## Schillerplatz
67067 Ludwigshafen-Oggersheim
Friedrich Schiller gilt als der bedeutendste deutsche Dramatiker. Schiller verbrachte auf seiner Flucht im September 1782 siebeneinhalb Wochen in Oggersheim (zwei Nächte davon im heutigen „Schillerhaus“), wo er u. a. „Kabale und Liebe“ schrieb.

## Schillerstraße
67067 Ludwigshafen-Oggersheim

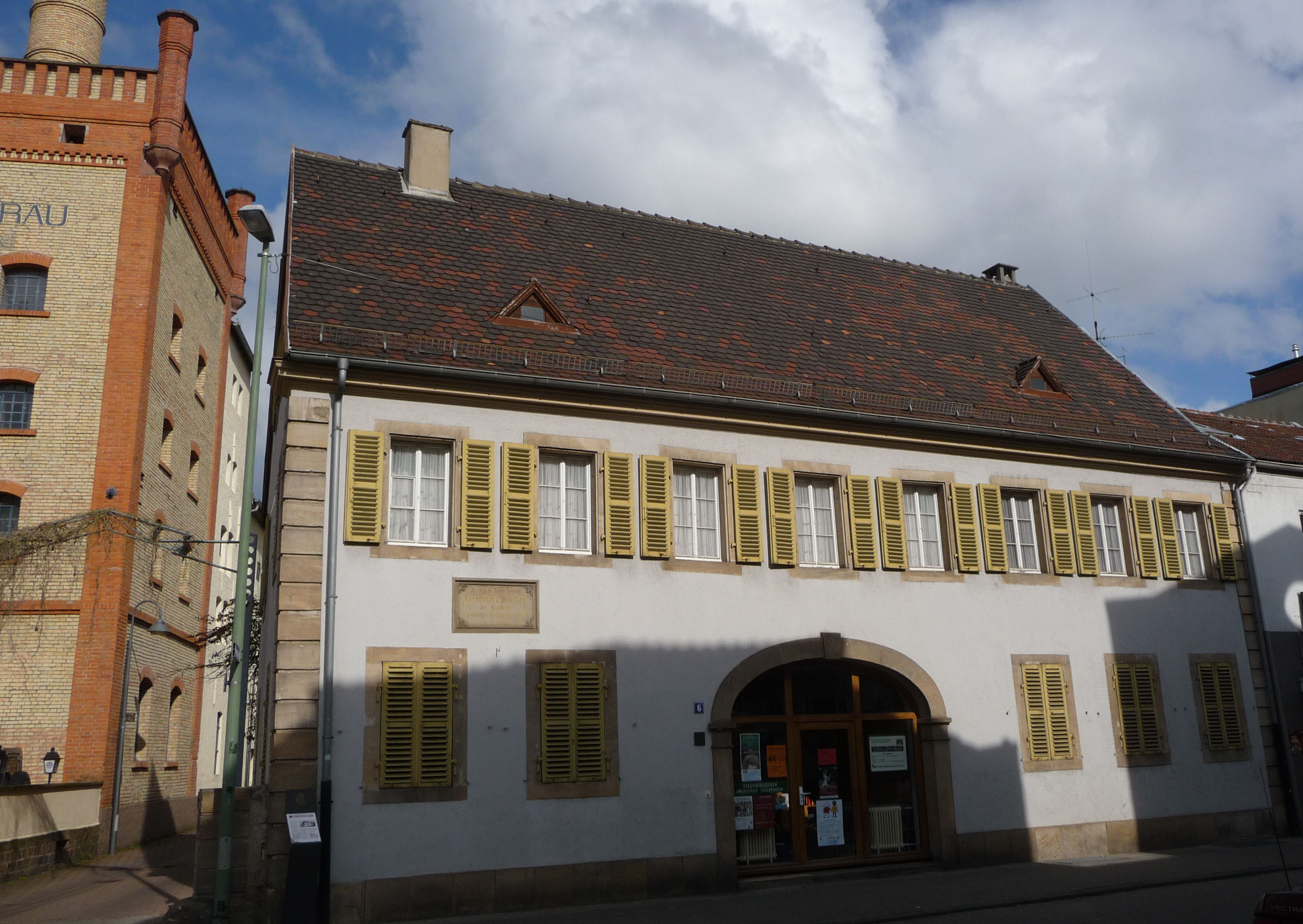
Schillerhaus

Die Schillerstraße führt vom Schillerplatz in der Mitte Oggersheims nach Südwesten bis zur Speyerer Straße. Von ihr zweigen einige Straßen nach Süden ab, die Bezug auf Friedrich Schiller nehmen: Andreas-Streicher-Straße, Dalbergstraße, Fieskostraße und Ifflandstraße.
An der Schillerstraße steht auch das Schillerhaus, in dem Schiller einige Wochen unter dem Decknamen Dr. Schmidt verbrachte.

## Schinkelstraße
67069 Ludwigshafen
Karl Friedrich Schinkel war ein preußischer Architekt, Baumeister, Stadtplaner und Maler, der den Klassizismus in Preußen entscheidend prägte.

## Schlachthofstraße
67059 Valentin-Bauer-Siedlung
(heute Valentin-Bauer-Straße)

## Schlehengang
67067 Ludwigshafen-Gartenstadt

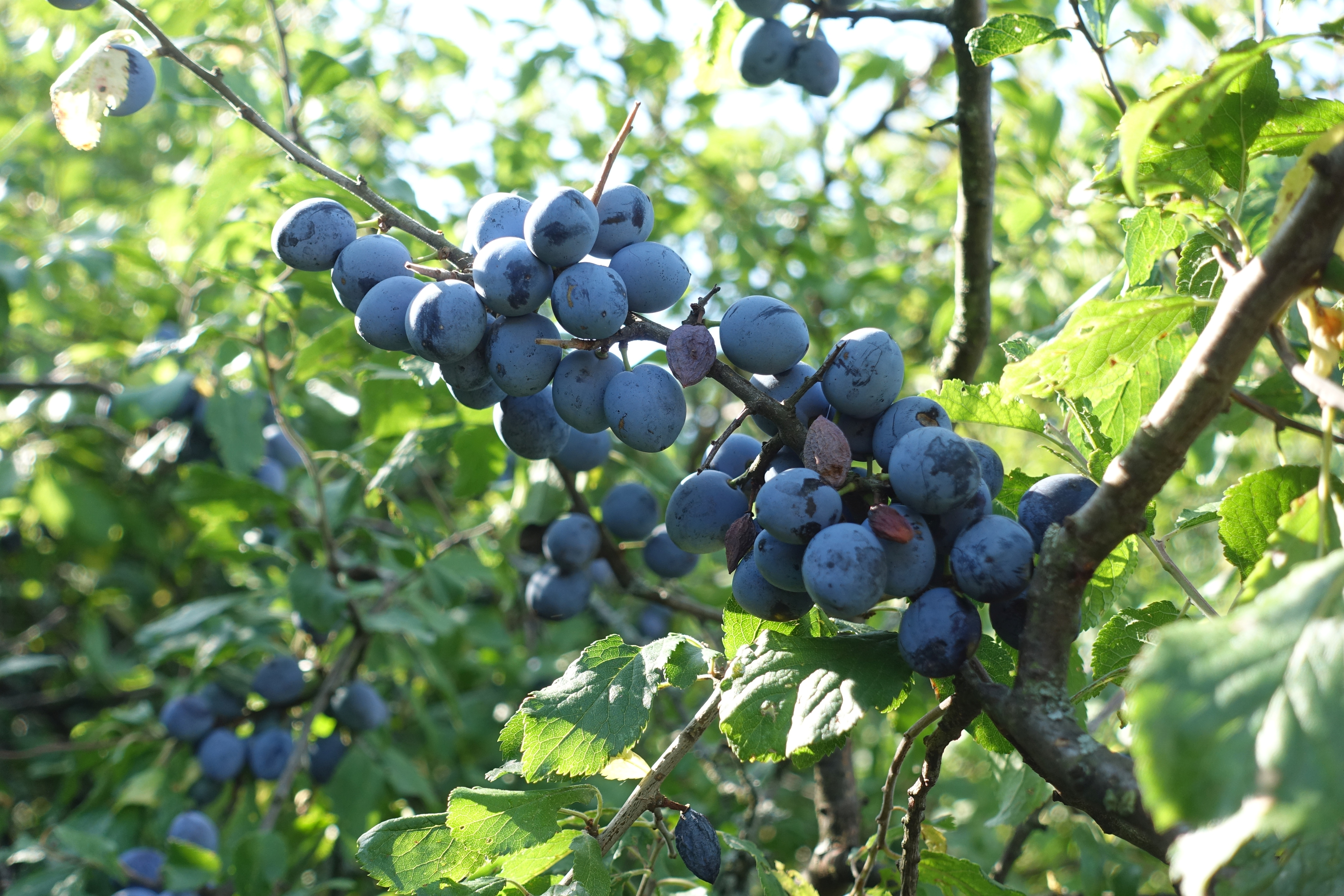
Schlehen

Der Schlehdorn (Prunus spinosa), auch Schlehendorn, Schlehe, Heckendorn oder Schwarzdorn ist ein mittelgroßer Strauch oder kleiner Baum der Gattung Prunus, der zur Unterfamilie der Steinobstgewächse (Amygdaloideae) innerhalb der Familie der Rosengewächse (Rosaceae) gehört.
Der Schlehengang ist eine Querstraße zur Raschigstraße im Hochfeld, die eine Verlängerung der Herxheimer Straße darstellt und im Norden an der Abteistraße endet.

## Schloßgasse
67071 Ludwigshafen-Oggersheim

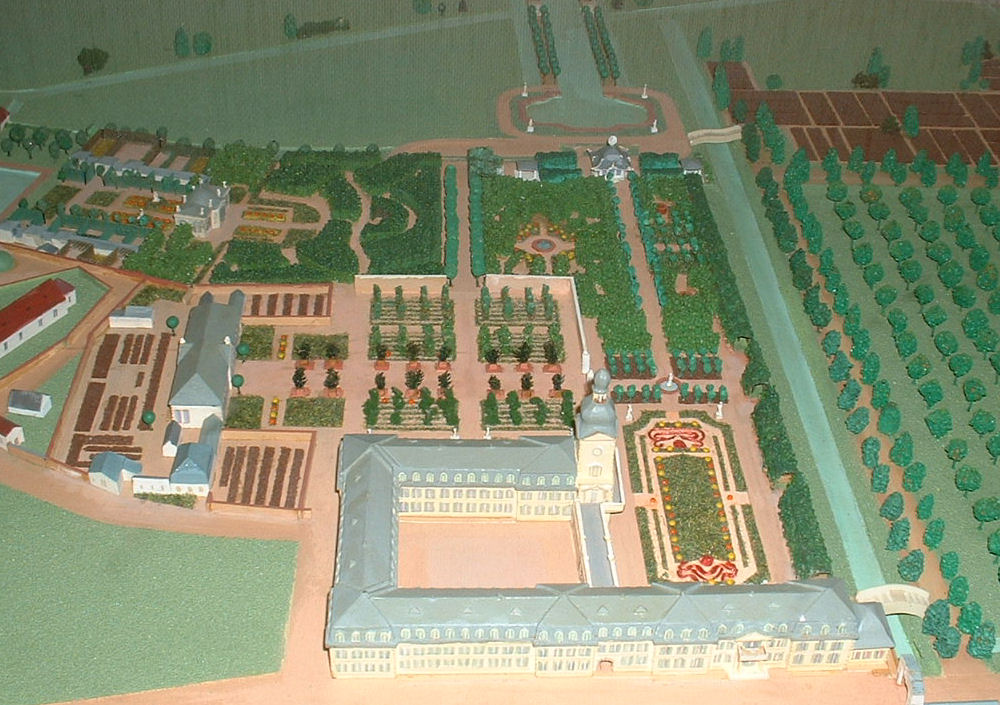
Modell des Oggersheimer Schlosses

Ab 1720 ließ Pfalzgraf Joseph Karl von Pfalz-Sulzbach ein Lustschloss erbauen. Nach seinem Tod wurde es 22 Jahre lang nicht benutzt, bis 1751 Pfalzgraf Friedrich Michael von Pfalz-Birkenfeld Oggersheim zu seinem Sommersitz machte und einen großen Barockgarten anlegen ließ.
1767 kaufte der Mannheimer Kurfürst Karl Theodor die Anlage und schenkte sie 1768 seiner ihm zunehmend entfremdeten Ehefrau Elisabeth Auguste, die bis 1793 mit einem Gefolge von über 100 Personen dort wohnte.
Im Jahr 1793 erreichten die französischen Revolutionstruppen die Pfalz und Anfang 1794 auch Oggersheim. Im Oggersheimer Schloss hausten die Soldaten, die die Zimmer mit offenen Feuern einheizten, wobei durch Leichtsinn der ganze Komplex abbrannte.
Die Schloßgasse ist eine Straße in der Nähe des Oggersheimer Bahnhofs, die von der Orangeriestraße abzweigt und wie diese an das ehemalige Oggersheimer Schloss erinnert.

## Schloßstraße
67071 Ludwigshafen-Ruchheim

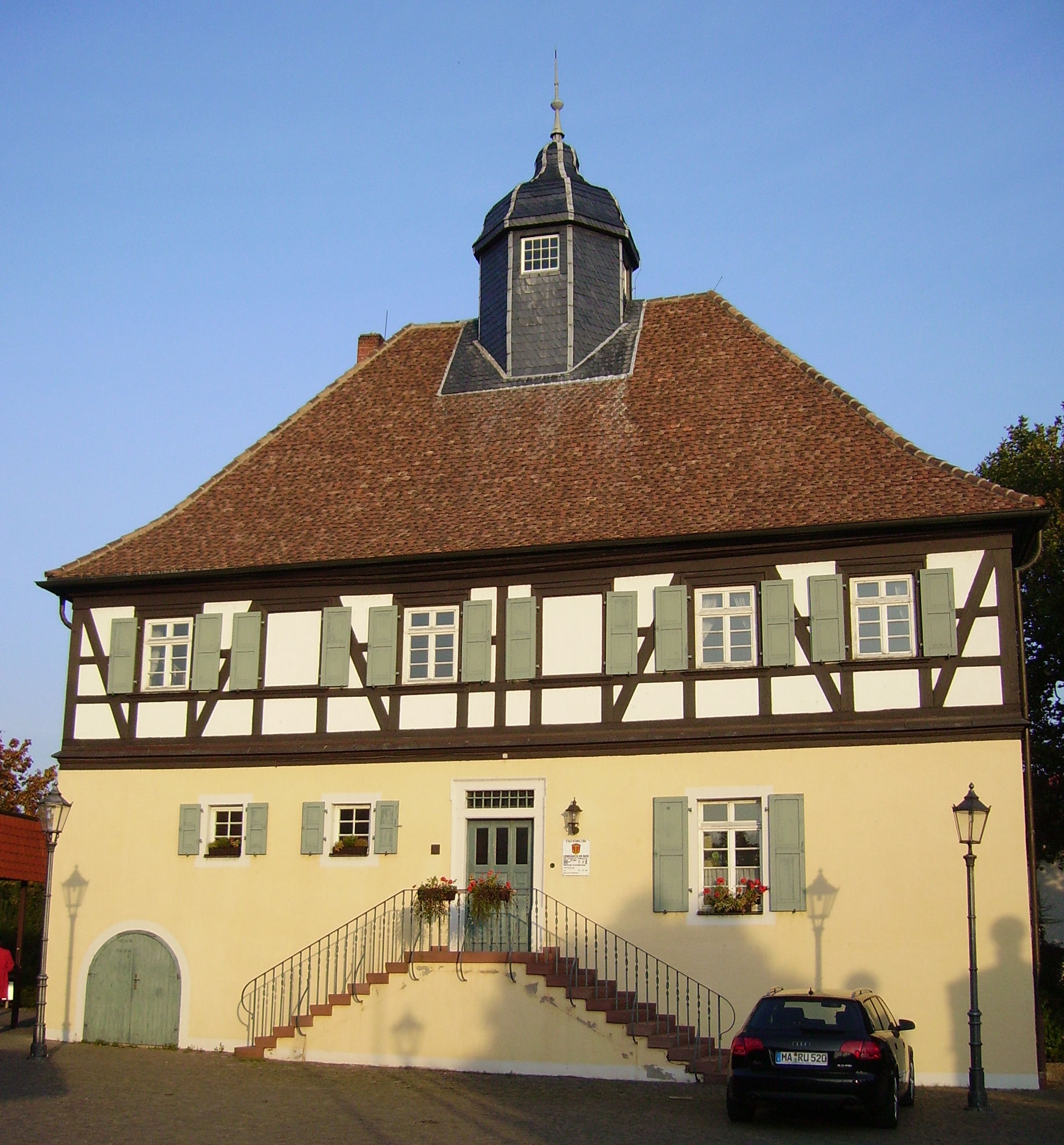
Ruchheimer Schloss

Die Schloßstraße ist eine kurze Straße in zentraler Ortslage zwischen Oggersheimer Straße und Lorscher Straße. Sie gehört in Verlängerung der Fußgönheimer Straße zu den ältesten Straßen in Ruchheim.
Namengebend ist das seit dem 15. Jahrhundert hier angesiedelte ehemalige Wasserschloss der Freiherren von Hallberg.

## Schmale Gasse
67063 Ludwigshafen-Hemshof
Die Schmale Gasse ist ein Weg in der BASF-Siedlung, von dem zum Beispiel der 1., der 2. und der 3. Gartenweg abzweigen.

## Schmiedegasse
67067 Ludwigshafen-Rheingönheim
Die Schmiedegasse ist eine Straße im Ortsteil Rheingönheim, die wenige Meter südlich der Hauptstraße von der Hohen Straße abzweigt. Sie ist benannt nach der ehemaligen Schmiede, die sich in dieser zentralen Straße befand.

## Schnabelbrunnengasse
67071 Ludwigshafen-Oggersheim
Die Schnabelbrunnengasse ist eine Straße in der Mitte des Stadtteils Oggersheim, die vom Hans-Warsch-Platz wegführt.

## Schönaustraße
67069 Ludwigshafen
Schönau ist eine Gemeinde im Landkreis Südwestpfalz.
Die Schönaustraße ist eine Straße, die vom Nordring im Ortsteil Oppau nach Süden weggeht.

## Schopenhauerstraße
67063 Ludwigshafen-Friesenheim
Der Philosoph Arthur Schopenhauer vertrat als einer der ersten Philosophen des 19. Jahrhunderts die Überzeugung, dass der Welt ein unvernünftiges Prinzip zugrunde liege.
Die Schopenhauerstraße ist eine Verbindungsstraße zwischen Leuschnerstraße und Brunckstraße im Stadtteil Friesenheim.

## Schreberstraße
67065 Ludwigshafen-Gartenstadt
Moritz Schreber war ein Orthopäde und Pädagoge, Namensgeber der Schrebergärten und der Deutschen Schreberjugend.
Die Schreberstraße ist eine Querstraße zur Niederfeldstraße in der Ludwigshafener Gartenstadt.
Der Straßenname steht in einem engen Kontext mit der Gartenstadt-Idee, eine vom Briten Ebenezer Howard im Jahr 1898 entworfenes Modell der planmäßigen Stadtentwicklung als Reaktion auf die schlechten Wohnverhältnisse in den Großstädten.

## Schubertstraße
67061 Ludwigshafen
Franz Schubert war ein österreichischer Komponist.

## Schuckertstraße
67063 Ludwigshafen-Friesenheim
Sigmund Schuckert war ein Elektrotechniker und Gründer der Firma Schuckert & Co.
Die Schuckertstraße führt von der Sternstraße nach Südosten zur Siemensstraße und zur Ernst-Lehmann-Straße.

## Schulgäßchen
67067 Ludwigshafen-Rheingönheim
Das Schulgäßchen ist eine südliche Seitenstraße der Hauptstraße in Rheingönheim, die an den Standort der ehemaligen Schule erinnert.

## Schulstraße
67059 Ludwigshafen-Mitte
Die Schulstraße ist eine kurze Straße in der Nähe des Rathaus-Centers und verbindet die Fußgängerzone in der Bismarckstraße mit der Berliner Straße. Sie erinnert an eine frühere Schule und führt heute zum Carl-Bosch-Gymnasium. In der Straße befindet sich auch die Postzentrale Ludwigshafens.

## Schumannstraße
67061 Ludwigshafen-Süd
Robert Schumann war ein Komponist und Pianist.
Die Schumannstraße ist eine Seitenstraße der Mundenheimer Straße, die in ein Viertel mit überwiegend Komponistennamen führt. Sie quert die Mendelssohnstraße und endet an der Lisztstraße.

## Schwalbenweg
67063 Ludwigshafen-Friesenheim

## Schwanthalerallee
67061 Ludwigshafen-Süd
Franz Xaver Schwanthaler war ein Bildhauer und Zeichner.
Die Schwanthalerallee verläuft auf der Parkinsel vom Schwanthalerplatz zur Parkstraße in der Nähe anderer Künstlerstraßen wie Lenbachstraße und Otto-Dill-Straße.

## Schwanthalerplatz
67061 Ludwigshafen-Süd
Die Familie Schwanthaler war eine Bildhauerfamilie der Barock- und Rokoko-Zeit in Ried im Innkreis, Oberösterreich.
In Schwanthalerplatz 18 befindet sich der bilinguale private Kindergarten Parkinsel, welcher seit Generationen im Familienbetrieb geführt wird.

## Schwedlerstraße
67063 Ludwigshafen-Friesenheim
Johann Wilhelm Schwedler war ein Bauingenieur des 19. Jahrhunderts, der als Konstrukteur von Brücken und als Erfinder des nach ihm benannten Schwedlerträgers bekannt wurde.
Die Schwedlerstraße ist eine Parallelstraße zur Industriestraße, die nach Nordwesten von der Kopernikusstraße abzweigt.

## Schweigener Straße
67067 Ludwigshafen-Maudach

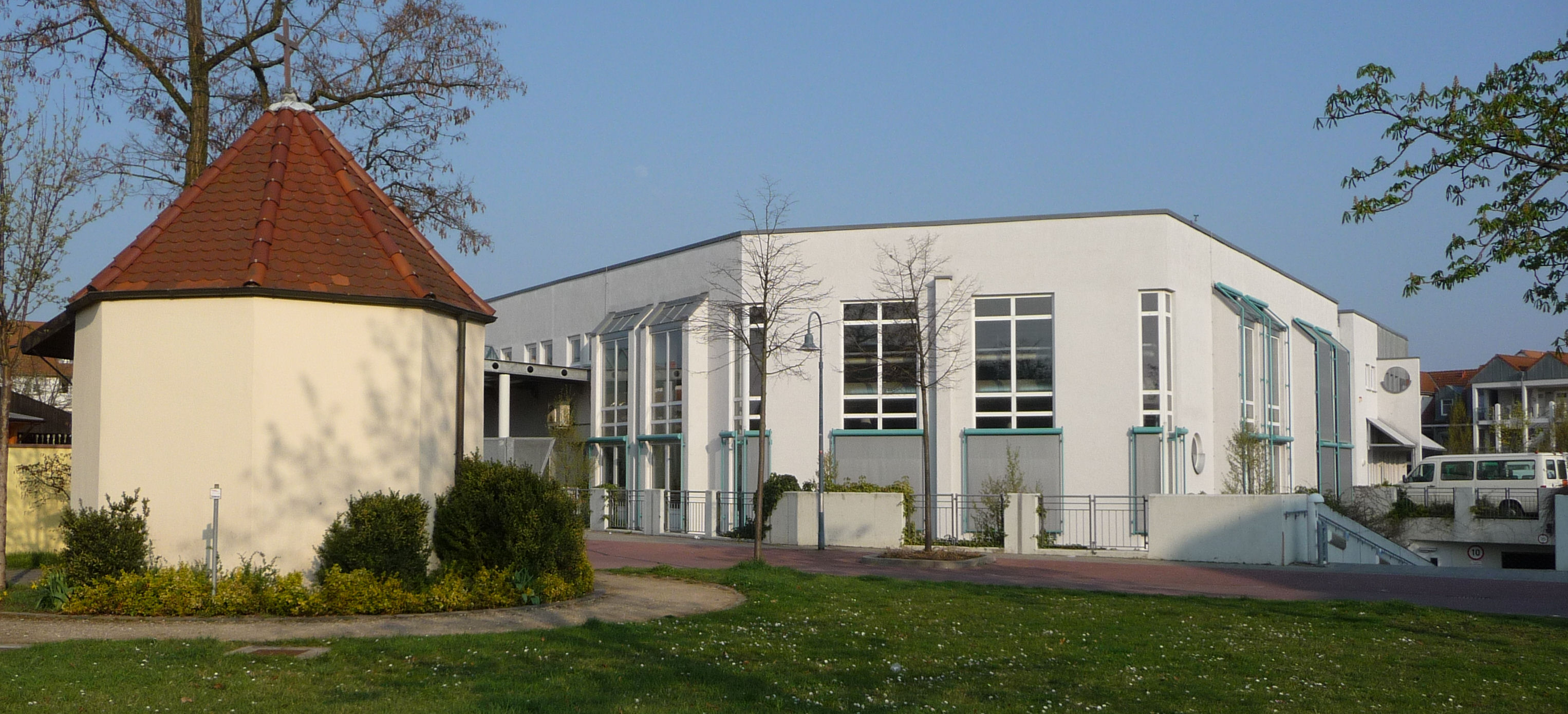
Feldkapelle und Maudacher Werkstatt

Schweigen-Rechtenbach ist eine Ortsgemeinde im Landkreis Südliche Weinstraße.
Die Schweigener Straße führt von der Umgehungsstraße Maudach auf die Hindenburgstraße.
An der Schweigener Straße steht eine alte Feldkapelle, die ursprünglich außerhalb des Ortes stand, heute aber von Häusern umgeben ist. In dem Gebäude daneben ist die Maudacher Werkstatt und ein Projekt Betreutes Wohnen untergebracht.

## Schwertstraße
67063 Ludwigshafen-Friesenheim
Die Schwertstraße ist eine kurze Verbindungsstraße von Sternstraße und Carl-Clemm-Straße, die parallel zur Keplerstraße verläuft.

## Schwindstraße
67061 Ludwigshafen-Süd
Moritz von Schwind war ein österreichischer Maler und Zeichner. ER war neben Carl Spitzweg der bedeutendste und populärste Maler der deutschen Spät-Romantik.
Die Schwindstraße liegt auf der Parkinsel und verbindet die Hafenstraße mit der Parkstraße. An der Straße befindet sich ein Wasserwerk.

## Sebastian-Bach-Straße
67061 Ludwigshafen-Süd
Johann Sebastian Bach war Komponist, Orgel- und Klaviervirtuose des Barock. Er ist heute einer der bekanntesten Tonschöpfer überhaupt, dessen Musik spätere Komponisten wesentlich beeinflusst hat.

## Sedanstraße
67063 Ludwigshafen
Sedan ist eine Stadt in Frankreich in der Region Champagne-Ardenne. Während der Schlacht von Sedan im Deutsch-Französischen Krieg wurde der französische Kaiser Napoléon III. 1870 mit 100.000 Soldaten gefangen genommen und als Gefangener in das Schloss Wilhelmshöhe in Kassel gebracht. In Deutschland wurde dieses Ereignis als Sedanstag bis 1918 gefeiert.

## Seilerstraße
67063 Ludwigshafen-Hemshof
Die Seilerstraße beginnt an der Einmündung der Von-der-Tann-Straße in die Gräfenaustraße, verläuft bis zur Rohrlachstraße und mündet dort in den Goerdelerplatz.
Der Name geht auf ein im 19. Jahrhundert hier angesiedeltes Seilergeschäft zurück.

## Semmelweisstraße
67071 Ludwigshafen-Oggersheim
Ignaz Semmelweis war ein ungarischer Arzt im damaligen Österreich-Ungarn. Er erkannte die Ursache des Kindbettfiebers und führte als erster Hygienevorschriften für Ärzte und Krankenhauspersonal ein.
Die Semmelweisstraße verläuft vor den Krankenhäusern Zum Guten Hirten und der Berufsgenossenschaftlichen Unfallklinik Ludwigshafen.

## Senefelderstraße
67063 Ludwigshafen
Der österreichische Schauspieler und Theaterschriftsteller Alois Senefelder war der Erfinder der Lithografie. Er entdeckte bei durch Geldnot motivierten Vervielfältigungsversuchen von Musiknoten, dass Solnhofener Plattenkalk, sich gut als Grundlage für ein Druckverfahren eignete.

## Shellstraße
67065 Ludwigshafen-Mundenheim
Royal Dutch Shell ist ein Mineralölunternehmen und eines der weltweit größten Energie-Unternehmen.
Die Shellstraße ist eine Straße im Hafengebiet, die weitgehend parallel zur Aralstraße von der Inselstraße abzweigt.
Die Straße ist benannt nach den Tanklagern.

## Siebenbürgenstraße
67065 Ludwigshafen

## Siebenpfeifferstraße
67071 Ludwigshafen-Oggersheim
Philipp Jakob Siebenpfeiffer war zusammen mit dem Publizisten Johann Georg August Wirth Initiator des Hambacher Festes.
Die Siebenpfeifferstraße verbindet im Süden Oggersheims die Niedererdstraße mit der Weimarer Straße.

## Silcherstraße
67061 Ludwigshafen-Süd
Friedrich Silcher war ein Komponist, der heute hauptsächlich durch seine Lieder bekannt ist.

## Silgestraße
67067 Ludwigshafen-Maudach
Die Kümmelblättrige Silge (Selinum carvifolia), auch einfach als Silge bezeichnet, ist ein in Mitteleuropa vorkommender Doldenblütler.

## Sinsheimer Straße
67067 Ludwigshafen
Sinsheim ist eine Stadt im Nordwesten Baden-Württembergs. Sie ist bekannt durch das Auto- und Technikmuseum Sinsheim.

## Slevogtweg
67061 Ludwigshafen
Max Slevogt war ein Maler des Impressionismus. Zusammen mit Lovis Corinth und Max Liebermann gehörte er zu den letzten Vertretern der Freilichtmalerei (Pleinairmalerei), der Malerei direkt vor dem Motiv in der freien Natur, im Gegensatz zur Ateliermalerei. Slevogt war Gründungsmitglied der Arbeitsgemeinschaft Pfälzer Künstler.

## Sodastraße
67063 Ludwigshafen
Soda ist ein Salz-Mineral und ein wichtiger Rohstoff beziehungsweise wichtiges Hilfsmittel zur Herstellung von Glas, Bleichmitteln, Waschmitteln, Farbmitteln, Gerbereiprodukten.

## Speyerer Straße
Speyer ist eine historisch und kulturell bedeutende Stadt am Oberrhein.

## Spraterstraße
67067 Ludwigshafen
Friedrich Sprater war ein pfälzischer Historiker. Er befasste sich vor allem mit der Geschichte seiner Heimatregion und wirkte als Direktor des Historischen Museums der Pfalz (Speyer) bei den Ausgrabungen zahlreicher historischer Stätten mit.

## Spreeallee
Die Spree ist ein knapp 400 Kilometer langer Nebenfluss der Havel im Osten Deutschlands.

## Stadtgartenstraße
67071 Ludwigshafen-Oggersheim
Die Stadtgartenstraße führt von der Schillerstraße nach Süden zum Oggersheimer Stadtpark und führt dabei an der Wallfahrtskirche Mariä Himmelfahrt vorbei.
Die Stadtgartenstraße hieß ehemals Klingasse, für den jüngeren Abschnitt ist die Benennung Martinsgasse überliefert. Sie zieht bis zum 1912 angelegten Stadtpark, von dem sie 1914 ihren heutigen Namen erhielt.

## Stefan-Zweig-Straße
Stefan Zweig war ein bedeutender österreichischer Schriftsteller.

## Steiermarkstraße
67065 Ludwigshafen
Die Steiermark ist der Fläche nach das zweitgrößte Bundesland Österreichs.

## Sternstraße
67063 Ludwigshafen-Friesenheim

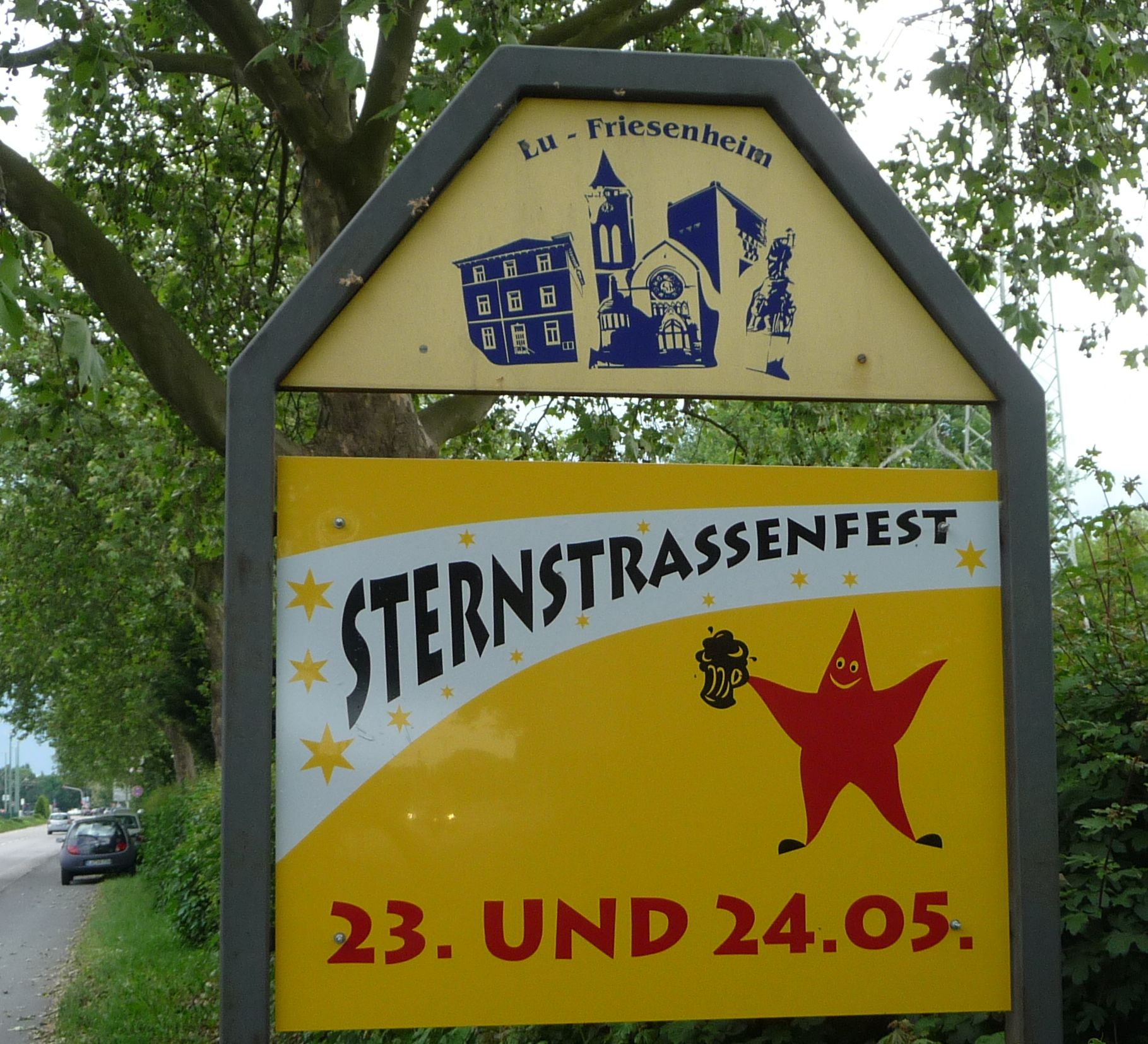
Sternstraßenfest

Die Sternstraße ist ein längerer Straßenzug, der im Norden des Stadtteils Friesenheim an der Brunckstraße beginnt und im Süden des Stadtteils Oggersheim an der Mannheimer Straße endet.

## St.-Gallus-Straße
67063 Ludwigshafen
Der heilige Gallus war ein irischer Wandermönch und Missionar, dessen hauptsächliches Wirken im Bodenseeraum stattfand. Er gilt als Gründer der Stadt St. Gallen.

## Straßburger Weg
67069 Ludwigshafen-Pfingstweide
Straßburg ist die Hauptstadt der im Osten Frankreichs gelegenen Region Elsass.
Der Straßburger Weg ist eine Verbindung zwischen Pariser Straße und Lisabonner Weg im Westen des Stadtteils Pfingstweide.

## Strohgasse
67071 Ludwigshafen-Ruchheim
Die Strohgasse ist ein Feldweg der westlich von Ruchheim von der Fußgönheimer Straße nach Norden abzweigt.

## Studernheimer Straße
Studernheim ist ein Ortsteil der Stadt Frankenthal.

## Stützelstraße
67069 Ludwigshafen-Oppau
Karl Stützel war ein Politiker der Bayerischen Volkspartei (BVP). Im Jahr 1920 stieg er zum Ministerialrat auf und war 1921 kurzzeitig Staatskommissar für das Hilfswerk anlässlich der Explosion des Oppauer Stickstoffwerkes. Für seinen Einsatz verlieh ihm Oppau die Ehrenbürgerwürde.
Stützel bekämpfte entschieden die KPD und die NSDAP. 1925 verhängte er ein Redeverbot gegen Adolf Hitler, das erst im März 1927 aufgehoben wurde, und bemühte sich um seine Ausweisung. Er hintertrieb auch den von Wilhelm Frick und Rudolf Buttmann unternommenen Versuch von Hitlers Einbürgerung. 1930/31 erließ er ein Uniformverbot und verbot zeitweise SA und SS.
Die Stützelstraße ist eine Verlängerung der Hugenottenstraße im Süden von Oppau.

## Sudermannstraße
67061 Ludwigshafen
Hermann Sudermann war ein Schriftsteller und Bühnenautor.

## Sulzbacher Straße
67063 Ludwigshafen-Friesenheim
Sulzbach/Saar ist eine Stadt im Regionalverband Saarbrücken. Um welches Sulzbach es sich hier handelt, ergibt sich nur aus dem Namen der benachbarten Bexbacher Straße, die den Ort Bexbach im Saarland bezeichnet.

## Sülzer Hof
67071 Ludwigshafen-Ruchheim
Der Sülzer Hof ist eine Straße, die am südlichen Ortsrand von Ruchheim zum gleichnamigen Bauernhof führt.

## Suppéstraße
67061 Ludwigshafen-Süd

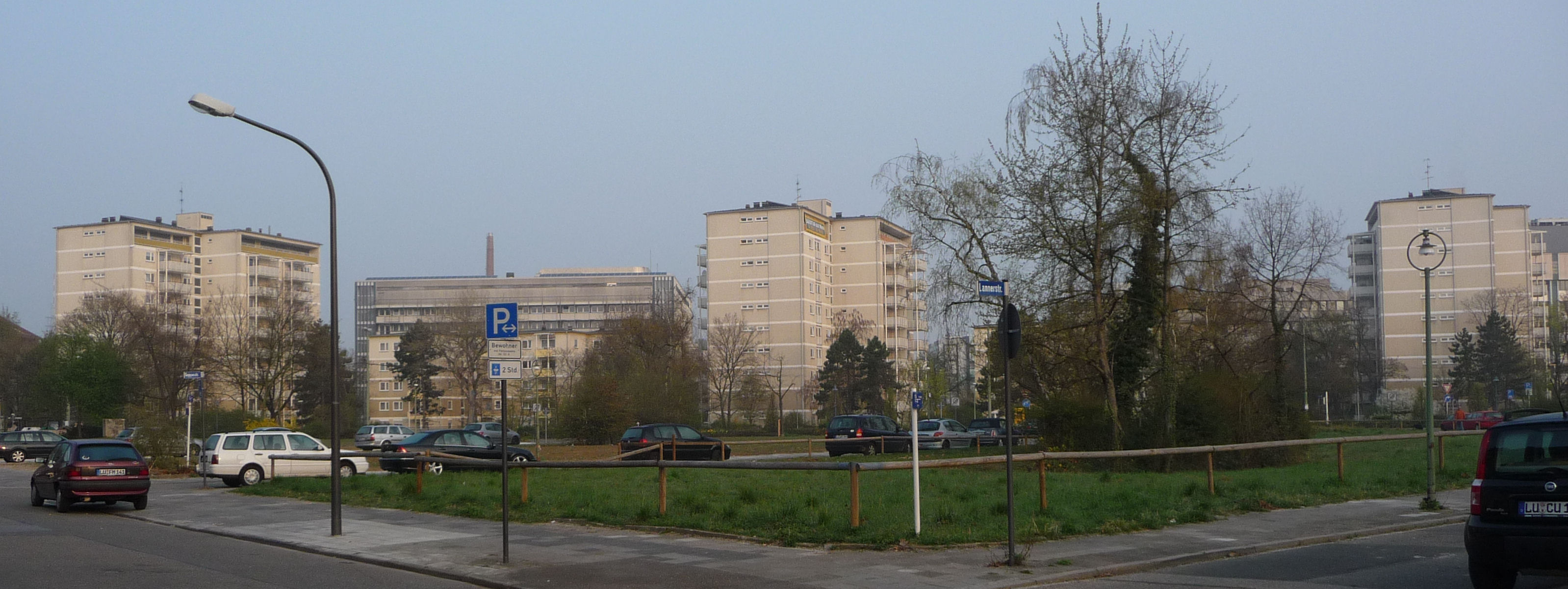
Lannerstraße und Suppéstraße (im Hintergrund die Saarlandstraße)

Franz von Suppè war ein österreichischer Komponist und Autor von über 200 Bühnenstücken, die meisten davon waren Operetten.
Die Suppéstraße war eine Querstraße der Saarlandstraße, die in die Kurfürstenstraße mündete. Für den Bau der Christian-Weiß-Siedlung wurde die Suppéstraße zurückgebaut.